# FK Jaunība Ryga
Jaunība Ryga (łot. Futbola Klubs Jaunība Rīga) – łotewski klub piłkarski z siedzibą w Rydze.

## Historia
Chronologia nazw:
- 2001—2004: Venteko Ryga
- 2005—2006: Jaunība Ryga
- 2007: Jaunība-Parex Ryga
- 2008—...: Jaunība Ryga

Klub został założony w 2001 jako Venteko Ryga. Na początku istnienia występował w rozgrywkach lokalnych. W 2006 startował pod nazwą w rozgrywkach Pucharu Łotwy. A w 2007 pod nazwą Jaunība-Parex Ryga już występował 2. lidze łotewskiej (zostało tylko 7 drużyn). W 2008 przywrócił nazwę Jaunība Ryga i zajął 3. miejsce a w następnym sezonie w meczach play-off zdobył awans do Virsligi.

## Sukcesy
- Traffic 1. līga:

2. miejsce: 2009
- Puchar Łotwy:

1/8 finału: 2007